# Biossatélite
Um biosatélite é um satélite artificial projetado para levar organismos vivos ao espaço exterior.
O primeiro biosatélite foi o Sputnik, lançado pela URSS, o qual levou a cadela "Laika" a bordo.
A NASA também lançou três biosatélites chamados Biosatellite 1, 2 e 3 entre 1966 e 1969.

## Alguns biosatélites
- Bion - uma série de satélites
- Biosatellite 1
- Mars Gravity Biosatellite.
- Orbiting Frog Otolith